# Aphytis melinus
Aphytis melinus är en stekelart som beskrevs av Debach 1959. Aphytis melinus ingår i släktet Aphytis och familjen växtlussteklar. Inga underarter finns listade i Catalogue of Life.